# Biographie hospitalière
 (décembre 2023).
Il peut être nécessaire de l'améliorer pour respecter le principe de neutralité de point de vue. 

La biographie hospitalière est une approche complémentaire qui donne la possibilité à une personne très gravement malade et/ou en situation palliative de raconter l'histoire de sa vie à un biographe hospitalier professionnel ce qui permettrait d’apporter un soulagement, un apaisement au malade.
Intégrée de manière non conventionnelle aux soins palliatifs, la biographie hospitalière a pour objectif de prendre en compte la souffrance psychique, sociale et existentielle, en sauvegardant la dignité de la personne malade.
À ce jour, des discussions et des travaux sont menés avec le ministère de la Santé en vue d’une reconnaissance de la biographie hospitalière comme un soin à part entière.

## Histoire
Cette démarche a été créée en septembre 2007 par Valéria Milewski et mise en place à cette date dans le service d’oncologie-hématologie du centre hospitalier de Chartres.
La biographie hospitalière s’appuie sur le précepte selon lequel une personne très gravement malade « peut retrouver une forme d’unité, dans ce travail d’énonciation d’un récit destiné à survivre à soi ».
En 2011, a lieu la 1ère journée d’étude sur le récit de vie et la maladie grave à l'Université Paris-Ouest La Défense.
En 2012, une Recherche Qualitative est lancée pour connaître les incidences de la démarche sur les patients, les proches et les soignants. Elle est réalisée par l’équipe d’oncologie de l’hôpital Louis Pasteur de Chartres composée de Valéria Milewski, Anne Patin, Sophie Pertuy, David Solub, Virginie Trouillet, ainsi que par Élodie Cretin, ingénieur de recherche au CHRU de Besançon et avec le soutien du Fonds pour les Soins Palliatifs.
En 2017, se déroule la première Journée Nationale de la Biographie Hospitalière au Musée d'Histoire de la Médecine Université de Paris Descartes, avec restitution des résultats de la recherche qualitative.
En 2020, Valéria Milewski soutient une Thèse de Doctorat en Sciences du Langage « Tenir parole et rendre parole, le genre de la biographie hospitalière ou la carebiographie » (Université de Poitiers) sous la direction de Stéphane Bikialo.
Enfin, en avril 2023, la biographie hospitalière Passeur de mots et d’histoires est invitée au cœur du ministère de la Santé à organiser un colloque intitulé « La biographie hospitalière, un soin par l’écriture - De l’art d’être vivant ». Sont notamment présents, Wajdi Mouawad, Delphine Horvilleur, Walter Hesbeen ... Parmi les propos tenus en faveur de la biographie hospitalière, voici ceux de Wajdi Mouawad : « Reconnaître cette démarche comme un soin, c’est un début de décatégorisation. Il s’agit de dire que la parole et la poésie sont un acte de soin et que le soin est un acte poétique. »

## La biographie hospitalière en France
Après trois ans d’exercice dans le service d’onco-hématologie du Centre hospitalier Louis Pasteur de Chartres, Valéria Milewski fonde en 2010 l’association Passeur de mots, passeur d’histoires, rebaptisée Passeur de mots et d’histoires en octobre 2022.
Des associations d’accompagnement en écriture ont vu le jour depuis, et notamment Traces de Vies, fondée en 2011 par Christelle Cuinet.
Les biographes hospitaliers interviennent partout en France, à domicile et en établissement de soin, dans les services accueillant adultes, adolescents et enfants : oncologie, hématologie, unité de soins palliatifs, gériatrie, neurologie…

## Processus
Les services de santé ayant un biographe hospitalier dans son équipe, intègre dans le parcours de soin. Médecins, infirmier·es, aides-soignant·es, ASH peuvent proposer aux patients la rencontre avec le ou la biographe hospitalière du service : une nouvelle proposition de soin non médicamenteuse. Le biographe hospitalier rencontre la personne concernée afin de lui présenter la démarche. Si elle est intéressée, les entretiens débutent. Le patient raconte tout ou une partie de sa vie au biographe hospitalier. La fréquence et la durée de ces rencontres s’organisent selon l’état de santé de la personne.
Lorsque la biographie est terminée, elle prend la forme d’un livre d’art relié à la main. Ce livre est offert à la personne gravement malade. En cas de décès, que la biographie soit finalisée ou non, elle est offerte a posteriori aux destinataires désignés. La biographie hospitalière s'inscrirait dans le parcours de deuil et préviendrait les deuils pathologiques.
En instaurant un nouveau rituel, la biographie hospitalière offre la possibilité d’un passage entre la vie et la mort, d’une sauvegarde des patrimoines linguistiques et culturels, ainsi que d’une lutte contre l’isolement et la vulnérabilité.

### Articles de presse
- « À l’hôpital de Chartes, des « biographes thérapeutiques » pour retisser sa vie », Le Monde,‎ 8 janvier 2013 (lire en ligne)
- « À Chartres, des malades écrivent leur vie pendant qu'il en est encore temps », CNews,‎ 18 janvier 2013 (lire en ligne)
- « Gravement malades, ils écrivent leur vie pour affronter la mort », Le Figaro,‎ 10 juillet 2015 (lire en ligne)
- « Écrire contre la maladie », Le Monde,‎ 19 février 2016 (lire en ligne)
- « Dans les Ehpad, les biographes hospitaliers captent la mémoire des résidents », Europe 1,‎ 27 juin 2017 (lire en ligne)
- « Des biographes au chevet des malades incurables : « Il y aura comme une trace de moi… » », Le Parisien,‎ 26 février 2023 (lire en ligne)
- « Soins palliatifs : aux Diaconesses, toute une vie dans une biographie », Libération,‎ 19 mars 2023 (lire en ligne)
- « Chaque patient est aussi une histoire singulière à raconter », Le quotidien du médecin,‎ 21 avril 2023 (lire en ligne)
- « La biographie hospitalière, des mots pour réenchanter la vie », La Vie,‎ 22 juin 2023 (lire en ligne)

### Publications
- Fanny Rinck et Valéria Milewski, Récit de soi face à la maladie grave, Lambert Lucas, juin 2014 (lire en ligne)
- Anne Patin Serpantié, « « Passeur de mots, passeur d'histoires » Biographe pour personnes gravement malades. Un projet fédérateur au sein d'un service d'onco-hématologie », Le coq-héron,‎ 2011, p. 135-140 (lire en ligne)
- Sophie Bobbé et Valéria Milewski, « Biographie hospitalière », Vocabulaire des histoires de vie et de la recherche biographique, Christine Delory-Momberger éd.,‎ 2019, p. 295-297 (lire en ligne)
- Florence Escriva, « Les récits de vie », Raconter la maladie,‎ 2020, p. 45-64 (lire en ligne)
- Rozenn Le Berre, Raconter la maladie, Mardaga, 9 juillet 2020
- Patrice Cuynet et Christelle Cuinet, « L’écrit biographique, objet de transmission. Témoignage d’un biographe hospitalier », Dialogue, vol. 230, no 4,‎ 2020, p. 179-199 (DOI 10.3917/dia.230.0179, lire en ligne)
- Myriam Legenne, Agata Zielinski et Hélène Mauri, « Liberté et créativité », Jusqu’à la mort accompagner la vie, vol. 149,‎ 2022, p. 23-31 (lire en ligne)

### Radio et télévision
- « Écrire le récit de sa vie pour ses proches - Passeur de mots », France 2, mille et une vies,‎ 19 janvier 2017 (lire en ligne)
- « Écrire la biographie des personnes en fin de vie », Brut,‎ mai 2022 (lire en ligne)
- « Vous êtes formidables - Christine Carmona », France 3,‎ 13 mai 2022 (lire en ligne)
- « Valéria sauve la mémoire des malades condamnés », Nova,‎ 3 janvier 2023 (lire en ligne)
- « La biographie hospitalière bientôt reconnue? », Télé Nantes,‎ 30 mai 2023 (lire en ligne)
- « "Je rencontre des gens qui vont bientôt mourir et j'écris leur histoire : je suis biographe hospitalière" », NEON,‎ 20 juillet 2023 (lire en ligne)
- « "Ça redonne une sorte de cohérence à toute sa vie" : à la rencontre de Claire Liagre, biographe hospitalière », France Info,‎ 25 juillet 2023 (lire en ligne)

### Conférences
- Coordination bretonne de soins palliatifs et Valéria Milewski « Présentation d’un travail de mise à l’écrit des récits de vie des patients » (13 décembre 2018)  (www.youtube.com/watch?v=O4DagCBTs7k&t=41s, consulté le 4 octobre 2023)
- « La biographie hospitalière : rôle de la parole et de l’écriture dans la maladie grave » (30 janvier 2020)  (www.ens.psl.eu/agenda/dire-la-maladie/2020-01-30t083000, consulté le 4 octobre 2023)
—Dire la maladie - Journée d’études du Séminaire International d’Etudes sur le Soin (Ecole Normale Supérieure, Paris)
- Valéria Milewski « Faire son récit de vie, se réinventer avant de mourir et partir en paix ? » (mars 2020)  (www.youtube.com/watch?v=H2yFA3YnV7c, consulté le 4 octobre 2023)
—Assises du Corps transformé
- EREN - Espace de Réflexion Ethique de Normandie et Julie Gaab « La biographie hospitalière en Normandie » (24 mars 2021)  (www.youtube.com/watch?v=-ieQHzwrs64, consulté le 4 octobre 2023)
- « La Carebiographie entre récit et spiritualité » (11 mars 2022)  (youtu.be/-TbHJ_GzHX8, consulté le 4 octobre 2023)
—SFAP Spiritual Care
- « ASP Être Là » (23 septembre 2022)  (www.asp19.fr/actualite-228-valeria-milewski.html, consulté le 4 octobre 2023)
— (Brive)
- « Le récit de vie : une transmission ? » (4 avril 2023)  (www.jeanne-garnier.org/pole-recherche/journees-detude/journee-detude-crise-des-vocations-crise-de-la-transmission-4-avril-2023/, consulté le 4 octobre 2023)
—Journée d’étude ” Crise des vocations, crise de la transmission ?”
- « L'accompagnement par la biographie hospitalière » (6 avril 2023)  (sfap.org/journee-thematique/penser-imaginer-partager-l-accompagnement-par-la-biographie-hospitaliere, consulté le 4 octobre 2023)
—Les « jeudi de la SFAP » 2023
- « Ecriture de soi pour apaiser la détresse existentielle en situation de  handicap ou de grand âge? Témoignages de biographes hospitalière  sur des cas de patients » (10 mai 2023)  (www.plateforme-recherche-findevie.fr/sites/default/files/inline-content/PNRFV/Documents%20associ%C3%A9s%20aux%20dates%20agenda/aide3programmea5-complet.pdf, consulté le 4 octobre 2023)
—Exprimer et méditer la détresse existentielle